# 陳汝斌 (政治人物)
陳汝斌（1937年9月2日—），出身彰化鄉間，人稱「公道伯」、自稱「雞婆精」，三等國民公義人權自救黨創黨人兼主席，2014年以77歲高齡代表該黨參選台北市長選舉。

## 家庭背景
父親是彰化鄉間的是雜貨店店主，一間雜貨店要養20幾個人。

## 生平

### 求學時期
一直待在彰化，最高學歷為彰化高級商業學校，於退伍後隻身來到台北討生活。

### 工作經歷
先在貿易公司負責進出口業務，後來轉變跑道至紡織公司擔任會計。陳汝斌邊回想邊笑著說：「當時我跟老闆拜託試用我三個月，如果做不好工錢可以一毛都不給我。」
最終獲得老闆的賞識，還另外負責紡織業進出口業務。

### 參選臺北市市長
2014年，以77歲高齡代表三等公民公義人權自救黨參選臺北市市長，得到1624票(0.11%)，以最低得票，落選。
陳汝斌受訪說，實在看不下去台灣有太多「三等公民」被政府漠視，生活過得太辛苦，也沒有政治人物願意出來解決這個問題，因此決定不如由自己組黨參政，於2010年成立「三等公民自救黨」，希望能透過選上台北市長，來改變「不公義」的社會現況。
競選主軸：「自己的公平正義自己救，預算全民審查」。
核心政見：改變三等國民（非軍公教且受到公共資源分配不均的台灣公民）的生存環境，崇尚參與式預算以打破立法委員恣意妄為的惡行。
陳汝斌於公辦政見發表會說：「我申請這個黨 ，三等公民，他們這個內政部有鬼，他給我刁難兩個月，我給他恐嚇說，我是蓋達那個集團的總教官，我會把你內政部『炸掉』，我給他這樣恐嚇他才給我。」

#### 選舉結果

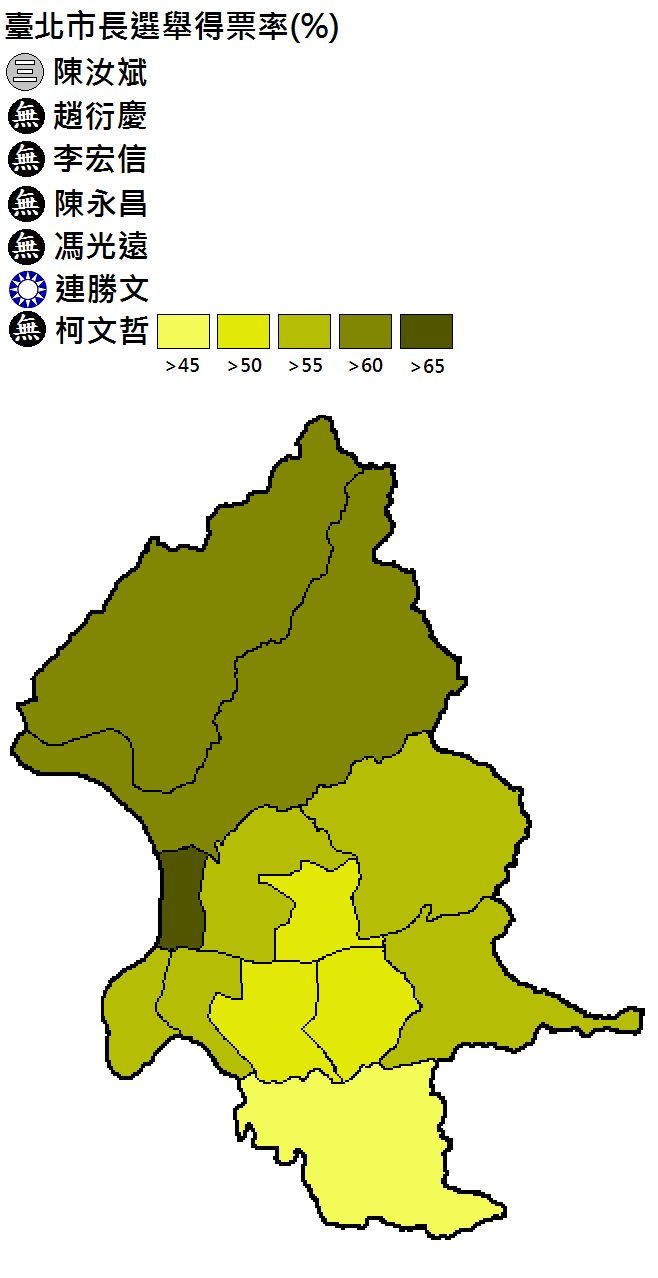
臺北市長選舉得票分布

| 1        | 陳汝斌   | 三等國民公義人權自救黨 | 1,624票   | 0.11%                            |                                  |
| 2        | 趙衍慶   | 無黨籍                 | 15,898票  | 1.06%                            |                                  |
| 3        | 李宏信   | 無黨籍                 | 2,621票   | 0.18%                            |                                  |
| 4        | 陳永昌   | 無黨籍                 | 1,908票   | 0.13%                            |                                  |
| 5        | 馮光遠   | 無黨籍                 | 8,080票   | 0.54%                            |                                  |
| 6        | 連勝文   | 中國國民黨             | 609,932票 | 40.82%                           |                                  |
| 7        | 柯文哲   | 無黨籍                 | 853,983票 | 57.16%                           | 當選                             |
| 選舉日期 | 選舉日期 | 2014年11月29日         | 選舉人數  | 2,146,939人                      | 2,146,939人                      |
| 投票率   | 投票率   | 70.46%                 | 投票人數  | 有效：1,494,046人 無效：18,678人 | 有效：1,494,046人 無效：18,678人 |